# Distrikt El Prado

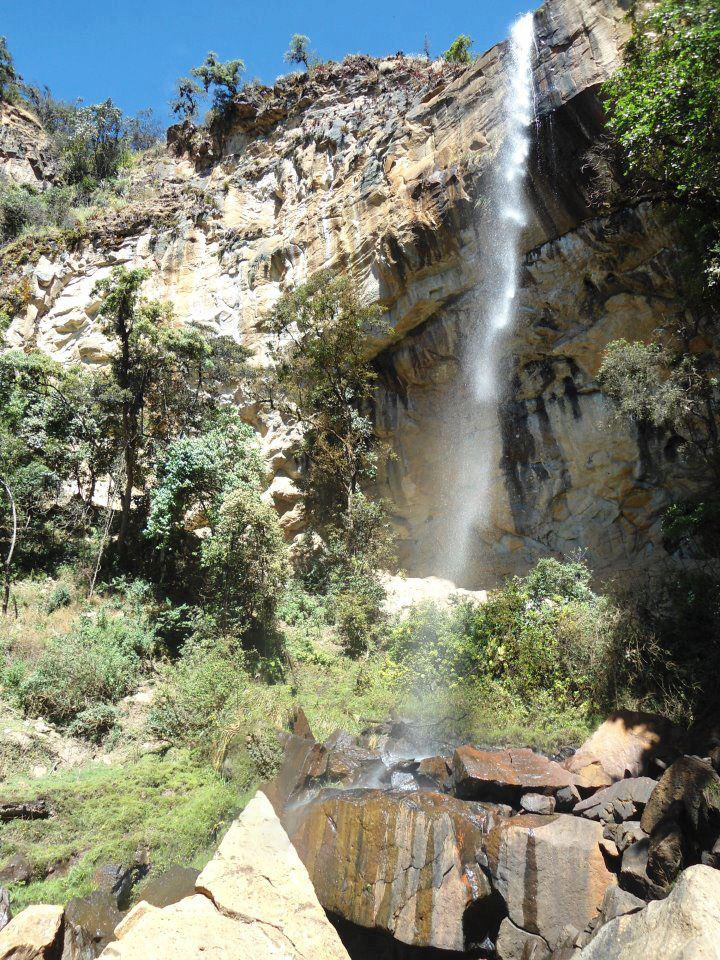
Wasserfall El Velo de Novia

Der Distrikt El Prado liegt in der Provinz San Miguel in der Region Cajamarca im Norden Perus. Der Distrikt wurde am 20. September 1984 gegründet. Er besitzt eine Fläche von 70,3 km². Beim Zensus 2017 wurden 1704 Einwohner gezählt. Im Jahr 1993 lag die Einwohnerzahl bei 3762, im Jahr 2007 bei 1953. Sitz der Distriktverwaltung ist die 2838 m hoch gelegene Ortschaft El Prado mit 278 Einwohnern (Stand 2017). El Prado befindet sich 18 km westsüdwestlich der Provinzhauptstadt San Miguel de Pallaques.

## Geographische Lage
Der Distrikt El Prado befindet sich in der peruanischen Westkordillere zentral in der Provinz San Miguel. Der Río Pallac, ein rechter Nebenfluss des Río Jequetepeque, fließt entlang der westlichen Distriktgrenze nach Süden und entwässert das Areal. Im Norden und im Osten wird der Distrikt von Bergen gesäumt, die Höhen von mehr als 3700 m erreichen.
Der Distrikt El Prado grenzt im Westen an den Distrikt Unión Agua Blanca, im Norden an die Distrikte Niepos und Calquís sowie im Osten und im Süden an den Distrikt San Miguel.

## Ortschaften
Im Distrikt gibt es neben dem Hauptort folgende größere Ortschaften:
- El Guayo